# Angerona subalpinaria
Angerona subalpinaria là một loài bướm đêm trong họ Geometridae.